# Нора Ней
Соня Нейман (25 травня 1906 — 21 лютого 2003), відома як Нора Ней (пол. Nora Ney) — польська кіноакторка.

## Біографія
Народилася в с. Селяховське Білостокського повіту, Гродненської губернії Російської імперії (нині гміна Васильків Білостоцького повіту в Підляському воєводстві Польщі). Акторську професію здобула, навчаючись у приватному Кінематографічному інституті Віктора Беганського у Варшаві у 1925—1926 роках.
Дебютувала у кіно у 1926 році. Під час Другої світової війни перебувала у СРСР, 1946 року поїхала до США. Померла в Енсінітасі в штаті Каліфорнія.